# 1933 w Wojsku Polskim
Kalendarium Wojska Polskiego 1933 – wydarzenia w Wojsku Polskim w roku 1933.

## 1933
- wprowadzono na wyposażenie lotnictwa wojskowego samoloty myśliwskie PZL P-7 oraz obserwacyjne Lublin R-XIII[1]
- ppłk pil. Bogdan Kwieciński został wybrany wiceprezydentem Międzynarodowej Federacji Lotniczej[1]

## Styczeń
1 stycznia
- Prezydent RP Ignacy Mościcki mianował pułkownika Teofila Marescha szefem Departamentu Sprawiedliwości Ministerstwa Spraw Wojskowych i Naczelnym Prokuratorem Wojskowym

## Luty
20 lutego
- w Muncewiczach zmarł tytularny generał brygady w stanie spoczynku Bolesław Zaleski

24-26 lutego
- we Lwowie zostały rozegrane zawody szermiercze o mistrzostwo wojska; mistrzami wojska na 1933 roku w poszczególnych konkurencjach i grupach zostali:

kpt. Władysław Segda z 1 Dywizjonu Żandarmerii w szermierce na szable wśród oficerów, w grupie olimpijskiej,
st. sierż. Jan Pieczyński z Korpusu Kadetów Nr 1 w szermierce na szable wśród podoficerów, w I klasie zawodników,
kpt. Zenon Małłysko ze Szkoły Podchorążych Artylerii w szermierce na szpady wśród oficerów, w grupie olimpijskiej,
st. sierż. Jan Pieczyński z Korpusu Kadetów Nr 1 w szermierce na szpady wśród podoficerów, w I klasie zawodników → Historia szermierki

## Marzec
9 marca
- w Przemyślu zmarł generał brygady Stanisław Tessaro, dowódca Okręgu Korpusu Nr X

16 marca
- Prezydent RP Ignacy Mościcki mianował generała brygady Janusza Głuchowskiego dowódcą Okręgu Korpusu Nr X w Przemyślu

## Kwiecień
- generał dywizji inżynier Leon Berbecki został wybrany prezesem Zarządu Głównego Ligi Obrony Powietrznej i Przeciwgazowej[1]

## Maj
11 maja
- w Łodzi zmarł generał brygady w stanie spoczynku Jakub Arct

26 maja
- Minister Spraw Wojskowych:

nadał 6 Szpitalowi Okręgowemu we Lwowie nazwę „6 Szpital Okręgowy im. Jana III”
przemianował Departament Zaopatrzenia Inżynierii Ministerstwa Spraw Wojskowych na Departament Techniczny Ministerstwa Spraw Wojskowych

## Czerwiec
20 czerwca
- Minister Spraw Wojskowych dokonał zmiany na stanowisku szefa Biura Personalnego M.S.Wojsk.; dotychczasowego szefa, pułkownika dyplomowanego Bohdana Hulewicza zastąpił pułkownik Ignacy Misiąg

25 czerwca
- Prezydent RP Ignacy Mościcki wręczył nową chorągiew 37 Pułkowi Piechoty Ziemi Łęczyckiej[5]

30 czerwca
- generał brygady Franciszek Sikorski został przeniesiony w stan spoczynku

## Sierpień
2 sierpnia
- W Radomiu zmarł kapitan piechoty Michał Bidziński (ur. 17 kwietnia 1897 roku w Stanisławowie), dowódca 1. kompanii strzeleckiej 72 Pułku Piechoty, legionista II Brygady, 4 listopada 1933 roku pośmiertnie odznaczony Krzyżem Niepodległości. Ponadto był odznaczony Srebrnym Krzyżem Zasługi, Medalem Pamiątkowym za Wojnę 1918–1921 i Medalem Dziesięciolecia Odzyskanej Niepodległości[6][7].

5 sierpnia
- W Krakowie zmarł tytularny generał dywizji w stanie spoczynku Aleksander Truszkowski.

## Wrzesień
4 września
- w Warszawie zmarł generał dywizji w stanie spoczynku Józef Latour

## Październik
6 października
- W 250. rocznicę bitwy pod Wiedniem na krakowskich błoniach odbyła się rewia polskiej kawalerii, nazywana  „Świętem Kawalerii Polskiej”. Wzięło w niej udział dwanaście pułków kawalerii (1. szwoleżerów, 3., 7., 8., 15., 17., 20. i 24. ułanów oraz 1., 5., 7. i 10. strzelców konnych[8]. Jeden z uczestników tego wydarzenia pułkownik Leon Mitkiewicz-Żołłtek stwierdził, że „defilada kawalerii polskiej w dniu 6 października 1933 roku przed marszałkiem Józefem Piłsudskim, Naczelnym Wodzem Polski, wypadła imponująco. Wszystkie pułki kawalerii biorące w niej udział spisały się wzorowo. Wykazując wysoki poziom wyszkolenia kawaleryjskiego zarówno pod względem swego wyglądu zewnętrznego, jak i zwłaszcza pod względem postawy dziarskiej, zuchowatej podczas bardzo trudnej defilady w kłusie ćwiczebnym, tj. bez anglezowania”[9].

12 - 22 października
- 29 polskich samolotów myśliwskich P-7a pod dowództwem mjr. pil. Stefana Pawlikowskiego uczestniczyło w wizycie w Rumunii[1]

## Grudzień
13 grudnia
- w Generalnym Inspektoracie Sił Zbrojnych odbyło się „posiedzenie awansowe”; w posiedzeniu pod przewodnictwem marszałka Polski Józefa Piłsudskiego udział wzięli inspektorowie armii, wiceministrowie spraw wojskowych z zastępcami i generał brygady Bolesław Wieniawa-Długoszowski; marszałek Piłsudski wymienił nazwiska czterech pułkowników, kandydatów na generałów brygady: Eugeniusza Godziejewskiego, Juliusza Drapelli, Władysława Andersa i Ludomiła Rayskiego; kandydatury zostały poddane głosowaniu bez przeprowadzenia dyskusji; głosowanie było tajne; kartki z głosami zebrał generał Wieniawa, a następnie oddał marszałkowi; następnego dnia, na kolejnym posiedzeniu awansowym, Józef Piłsudski poinformował zebranych: „generałowie przeszli wszyscy czterej”[10].

17 grudnia
- Prezydent Rzeczypospolitej nadał z dniem 1 stycznia 1934 roku:

stopień generała brygady – pułkownikom: Eugeniuszowi Godziejewskiemu (1. lokata), Juliuszowi Drapelli (2.), Władysławowi Andersowi (3.) i Ludomiłowi Rayskiemu (4.),
stopień pułkownika – 15 podpułkownikom, w tym:
9 z korpusu oficerów piechoty: Władysław Smolarski dypl. (1.), Kazimierz Tadeusz Majewski (2.), Bolesław Andrzej Ostrowski (3.), Leon Koc dypl. (4.), Tadeusz Pełczyński dypl. (5.), Józef Wiatr dypl. (6.), Marian Raganowicz (7.), Stefan Broniowski dypl. (8.) i Zygmunt Bohusz-Szyszko dypl. (9.),
4 z korpusu oficerów kawalerii: Bronisław Rakowski dypl. (1.), Ignacy Kowalczewski (2.), Leonard Michalski (3.) i Kazimierz Mastalerz (4.),
2 z korpusu oficerów artylerii: Czesław Szystowski dypl. (1.), Józef Kapciuk dypl. (2.).
Jednocześnie Ignacy Mościcki zezwolił wymienionym oficerom na nałożenie odznak nowych stopni przed dniem 1 stycznia 1934 roku.
22 grudnia
- Minister Spraw Wojskowych marszałek Polski Józef Piłsudski

w związku z przeniesieniem Powiatowej Komendy Uzupełnień z Modlina do Płońska zmienił nazwę PKU Modlin na PKU Płońsk
zatwierdził wytyczne w sprawie organizacji i pracy wojskowych klubów sportowych oraz wzór statutu wojskowego klubu sportowego, a także określił zasady, na jakich żołnierze mogli uczestniczyć w „cywilnym życiu sportowym”
zatwierdził odznakę za władanie bronią (lancą i szablą) konno
zezwolił osobom wojskowym odznaczonym Odznaką Honorową Ligi Obrony Powietrznej i Przeciwgazowej na noszenie tej odznaki, lecz nie na wstążce, a na zakrętce
sprostował tekst przysięgi żołnierzy wyznania mahometańskiego